# 普特卡山 (胡寧大區)
11°49′46″S 76°2′47″W / 11.82944°S 76.04639°W
普特卡山（Putka），是秘魯的山峰，位於該國中部胡寧大區，處於卡爾瓦丘科山以北，屬於安第斯山脈中帕里亞卡卡山脈的一部分，海拔高度約5,300米。